# Poieni (Roșiori), Bacău
Poieni (în trecut, Poienile de Jos) este un sat în comuna Roșiori din județul Bacău, Moldova, România.